# 3M54 Kalibr
3M54 Kalibr (ryska: 3М54 Калибр, NATO-rapporteringsnamn SS-N-27 Sizzler) är en rysk sjömålsrobot som utvecklades av konstruktionsbyrån Novator redan under sovjettiden. Kalibr har även vidareutvecklats till kryssningsroboten 3M14 Birjuza som ofta förväxlas med Kalibr och exportversionen Klub.

## Konstruktion
Roboten har tre olika motorer. Den första är startmotorn som skjuter ut raketen ur dess avfyringstub. De fartygsbaserade varianterna har startmotor med dragkraftsvektorering vilket gör att den kan avfyras ur vertikala avfyringstuber för att därefter snabbt svänga till horisontell flykt på rätt kurs. Det gör den svårare att upptäcka än robotar som startar vertikalt för att sedan svänga in på rätt kurs efter att startmotorn brunnit ut. Den andra motorn är en turbojetmotor som gör att roboten kan hålla hög underljudsfart under större delen av flygningen. Den tredje motorn är en attackmotor som accelererar upp roboten till Mach 3 under sista delen av flygningen för att göra det svårare att skjuta ner den. Det har också fördelen att roboten har lättare att tränga igenom pansarskydd.
3M54 Kalibr är delvis baserad på de tidigare robotarna Zvezda Ch-35 och S-10 Granat. Den senare ett försök av Novator att krympa Raduga Ch-55 till 533 mm diameter för att kunna avfyras ur torpedtuberna på en ubåt. Bland annat har radarn ARGS-54E har stora likheter med den ARGS-35 som används i Ch-35. Målsättningen med projektet var att skapa en gemensam robotplattform för både ubåtar och ytfartyg som skulle vara modulär nog att kunna anpassas för olika uppdrag.

## Varianter

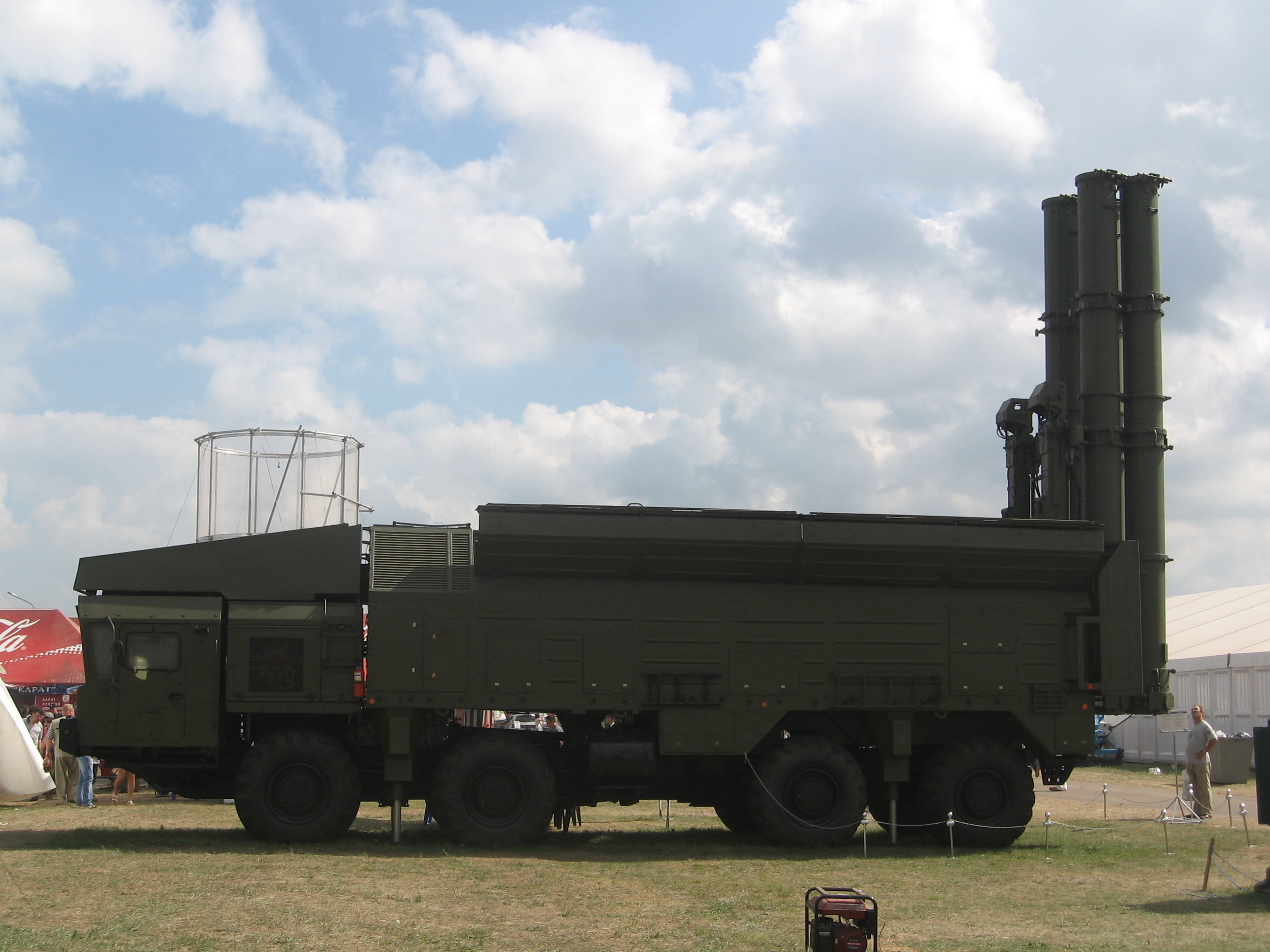
En MZKT-7930 beväpnad med fyra stycken 3M54E2.

- 3M54K – En ubåtsavfyrad sjömålsrobot. 8,22 meter, räckvidd 600 km, stridsladdningen 200 kg. Detta är troligen den äldsta varianten av roboten.
- 3M54T – En fartygsavfyrad sjömålsrobot. Roboten är identisk med 3M54K förutom startmotorn med dragkraftsvektorering. Total längd inklusive startmotor är 8,9 meter
- 3M54E – Exportvarianten av 3M54K. Räckvidden är bara 300 km med stridsladdningen är i gengäld 450 kg.
- 3M54E1 – Nedkortad version av 3M54E. Total längd är 6,2 meter och stridsladdningen är på 200 kg.
- 3M54TE – Exportvarianten av 3M54T. Samma räckvidd och stridsladdning som 3M54E.
- 3M54TE1 – Identisk med 3M54TE utom att den saknar attackmotorn. Slutlig hastighet är därför bara Mach 0,8.
- 3M54E2 – Kustförsvarsrobot avsedd att avfyras från en MZKT-7930 tung lastbil.
- 3M54AE – Flygburen variant av 3M54E. Till skillnad från 3M51 är roboten innesluten i en avfyringstub som släpps från flygplanet varefter roboten skjuts ut ur avfyringstuben.
- 3M54AE1 – Flygburen variant av 3M54E1.
- 3M51 Alfa – Flygburen variant av 3M54. Eftersom den inte behöver rymmas i en anfyringstub har den ett längre luftintag under kroppen.[3]
- 3M14 Birjuza – Kryssningsrobot för att anfalla landmål.
- 91R1 Otvet – Ubåtsjaktrobot bestyckad med en APR-3ME ubåtsjakttorped.

## Användning
3M54 Kalibr har hittills (2022) inte används i strid. Samtliga fall som har rapporterats gäller insatser mot landmål under Syriska inbördeskriget och Rysk-ukrainska kriget och det har då varit frågan om den närbesläktade 3M14 Birjuza.
I Rysslands flotta har 3M54T tagits i tjänst på korvetterna i Bujan-M-klassen och fregatterna i Burevestnik-klassen (Krivak V). 3M54K har tagits i tjänst på ubåtarna i Jasen-, Sjtjuka-B- och Lada-klassen. Indiens flotta använder 3M54E på ubåtarna i Sindhughosh-klassen och 3M54TE på fregatterna i Talwar-klassen.

## Användare

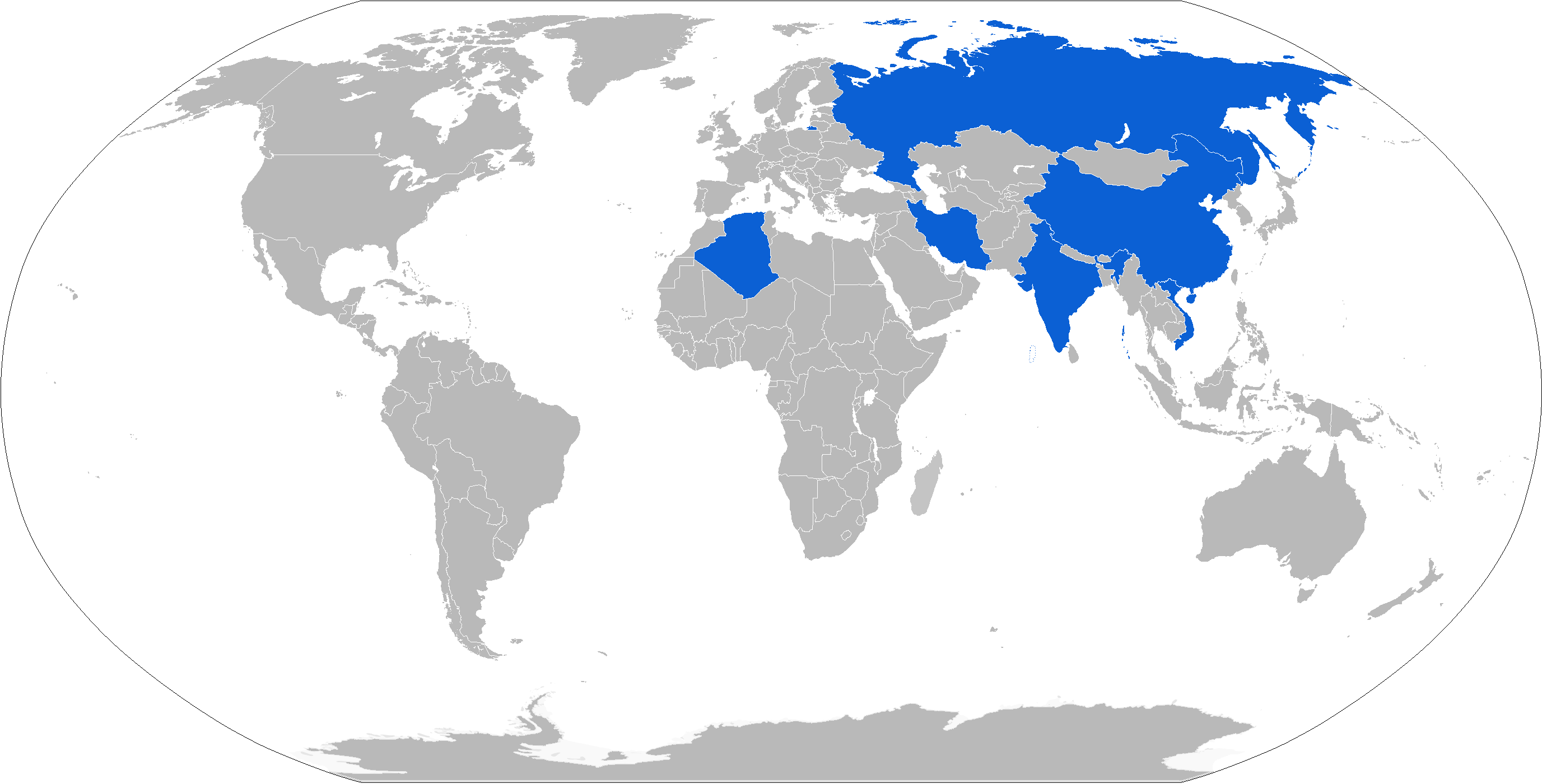
Användare.

- Algeriet
- Indien
- Iran (osäker uppgift)
- Kina
- Ryssland
- Vietnam